# Paral·lel 9° nord
El Paral·lel 9° nord és un cercle de latitud que és 9 graus nord del pla equatorial de la Terra. Travessa Àfrica, l'oceà Índic, Àsia meridional, Àsia Sud-oriental, l'oceà Pacífic, Amèrica Central, Amèrica del Sud i l'oceà Atlàntic.

## Dimensions
En el sistema geodèsic WGS84, al nivell de 9° de latitud nord, un grau de longitud equival a 109,958 kilòmetres; la longitud total del paral·lel és de 39.585 kilòmetres, que és aproximadament el 98.8 % de la de l'equador, del que està a uns 995 km, així com a 9.007 kilòmetres del pol Nord.
Com tots els altres paral·lels a part de l'equador, el paral·lel 9° nord no és pas un cercle màxim i no és la distància més curta entre dos punts, fins i tot si són situats a la mateixa latitud. Per exemple, seguint el paral·lel, la distància recorreguda entre dos punts de longitud oposada és 19.792 kilòmetres; després d'un cercle màxim (que passa pel Pol Nord), només és de 18.014 kilòmetres.

## Durada del dia
En aquesta latitud, el sol és visible durant 12 hores i 39 minuts a l'estiu, i 11 hores i 36 minuts en solstici d'hivern.

## Al voltant del món
A partir del Primer meridià i cap a l'est, el paral·lel 9° nord passa per:
| Coordenades                             | País, territori o mar     | Notes |
| --------------------------------------- | ------------------------- | --- |
| 9° 0′ N, 0° 0′ E / 9.000°N,0.000°E      | Ghana                     | |
| 9° 0′ N, 0° 28′ E / 9.000°N,0.467°E     | Togo                      | |
| 9° 0′ N, 1° 38′ E / 9.000°N,1.633°E     | Benín                     | |
| 9° 0′ N, 2° 47′ E / 9.000°N,2.783°E     | Nigèria                   | Passa just al sud d'Abuja                                                                                  |
| 9° 0′ N, 12° 51′ E / 9.000°N,12.850°E   | Camerun                   | |
| 9° 0′ N, 14° 34′ E / 9.000°N,14.567°E   | Txad                      | |
| 9° 0′ N, 19° 3′ E / 9.000°N,19.050°E    | República Centreafricana  | |
| 9° 0′ N, 23° 28′ E / 9.000°N,23.467°E   | Sudan                     | Per uns 11 km                                                                                              |
| 9° 0′ N, 23° 34′ E / 9.000°N,23.567°E   | República Centreafricana  | Per uns 3 km                                                                                               |
| 9° 0′ N, 23° 35′ E / 9.000°N,23.583°E   | Sudan                     | |
| 9° 0′ N, 24° 33′ E / 9.000°N,24.550°E   | Sudan del Sud             | |
| 9° 0′ N, 34° 8′ E / 9.000°N,34.133°E    | Etiòpia                   | Passa a través d'Addis Ababa                                                                               |
| 9° 0′ N, 44° 0′ E / 9.000°N,44.000°E    | Somàlia                   | Passa a través de Somaliland                                                                               |
| 9° 0′ N, 50° 34′ E / 9.000°N,50.567°E   | Oceà Índic                | Passa a través del Mar d'Aràbia                                                                            |
| 9° 0′ N, 76° 31′ E / 9.000°N,76.517°E   | Índia                     | Kerala Tamil Nadu                                                                                          |
| 9° 0′ N, 78° 16′ E / 9.000°N,78.267°E   | Oceà Índic                | Golf de Mannar                                                                                             |
| 9° 0′ N, 79° 51′ E / 9.000°N,79.850°E   | Sri Lanka                 | Illa de Mannar i continent                                                                                 |
| 9° 0′ N, 80° 57′ E / 9.000°N,80.950°E   | Oceà Índic                | Golf de Bengala · Passa just al sud de l'illa Car Nicobar, Índia · Mar d'Andaman                           |
| 9° 0′ N, 98° 15′ E / 9.000°N,98.250°E   | Tailàndia                 | illa de Ko Kho Khao i terra ferma                                                                          |
| 9° 0′ N, 99° 56′ E / 9.000°N,99.933°E   | Golf de Tailàndia         | |
| 9° 0′ N, 104° 48′ E / 9.000°N,104.800°E | Vietnam                   | |
| 9° 0′ N, 105° 25′ E / 9.000°N,105.417°E | Mar de la Xina Meridional | Passa a través de les disputades illes Spratly                                                             |
| 9° 0′ N, 117° 37′ E / 9.000°N,117.617°E | Filipines                 | Illa de Palawan                                                                                            |
| 9° 0′ N, 118° 4′ E / 9.000°N,118.067°E  | Mar de Sulu               | |
| 9° 0′ N, 123° 0′ E / 9.000°N,123.000°E  | Mar de Bohol              | |
| 9° 0′ N, 124° 48′ E / 9.000°N,124.800°E | Filipines                 | illa de Mindanao                                                                                           |
| 9° 0′ N, 124° 53′ E / 9.000°N,124.883°E | Mar de Bohol              | Badia de Gingoog                                                                                           |
| 9° 0′ N, 125° 10′ E / 9.000°N,125.167°E | Filipines                 | illa de Mindanao                                                                                           |
| 9° 0′ N, 125° 16′ E / 9.000°N,125.267°E | Mar de Bohol              | Badia de Butuan                                                                                            |
| 9° 0′ N, 125° 29′ E / 9.000°N,125.483°E | Filipines                 | illa de Mindanao                                                                                           |
| 9° 0′ N, 126° 16′ E / 9.000°N,126.267°E | Oceà Pacífic              | Passa just al nord de l'atol Namonuito, Micronèsia                                                         |
| 9° 0′ N, 165° 38′ E / 9.000°N,165.633°E | Illes Marshall            | Passa a través de l'atol Ujae                                                                              |
| 9° 0′ N, 165° 43′ E / 9.000°N,165.717°E | Oceà Pacífic              | Passa just al nord de l'atol Lae, Illes Marshall                                                           |
| 9° 0′ N, 167° 34′ E / 9.000°N,167.567°E | Illes Marshall            | Passa a través de l'atol Kwajalein                                                                         |
| 9° 0′ N, 167° 44′ E / 9.000°N,167.733°E | Oceà Pacífic              | Passa just al sud de l'atol Erikub, Illes Marshall · Passa just al nord de l'atol Maloelap, Illes Marshall |
| 9° 0′ N, 83° 38′ O / 9.000°N,83.633°O   | Costa Rica                | |
| 9° 0′ N, 82° 46′ O / 9.000°N,82.767°O   | Panamà                    | Passa a través de la llacuna de Chiriquí                                                                   |
| 9° 0′ N, 81° 42′ O / 9.000°N,81.700°O   | Mar Carib                 | |
| 9° 0′ N, 80° 44′ O / 9.000°N,80.733°O   | Panamà                    | Passa a través dels enfores de la ciutat de Panamà                                                         |
| 9° 0′ N, 79° 29′ O / 9.000°N,79.483°O   | Oceà Pacífic              | Golf de Panamà                                                                                             |
| 9° 0′ N, 79° 7′ O / 9.000°N,79.117°O    | Panamà                    | |
| 9° 0′ N, 77° 45′ O / 9.000°N,77.750°O   | Mar Carib                 | Golf de Darién                                                                                             |
| 9° 0′ N, 76° 16′ O / 9.000°N,76.267°O   | Colòmbia                  | |
| 9° 0′ N, 72° 44′ O / 9.000°N,72.733°O   | Veneçuela                 | |
| 9° 0′ N, 60° 49′ O / 9.000°N,60.817°O   | Oceà Atlàntic             | |
| 9° 0′ N, 13° 17′ O / 9.000°N,13.283°O   | Sierra Leone              | |
| 9° 0′ N, 10° 36′ O / 9.000°N,10.600°O   | Guinea                    | |
| 9° 0′ N, 7° 55′ O / 9.000°N,7.917°O     | Costa d'Ivori             | |
| 9° 0′ N, 2° 39′ O / 9.000°N,2.650°O     | Ghana                     | |